# Mikel Hansen
Mikel Hansen (dan. Mikkel Hansen; Helsinger, 22. oktobar 1987) bivši je danski rukometaš koji je nastupao na poziciji levog beka. Smatra se jednim od najboljih danskih rukometaša svih vremena i jednim od najboljih igrača današnjice. Pre nego što je prešao u Olborg igrao je za danski tim GOG Svendborg TGI sa kojima je bio danski prvak 2007. Nakon toga prelazi u Barselonu 2008. godine. Posle dve godine u Španiji vraća se u Dansku i počinje da igra za Kopenhagen. Od leta 2012. član je Pariz Sen Žermenа sa kojim je osvojio sve trofeje osim EHF Lige šampiona.
Za reprezentaciju Danske nastupa od 2007. sa kojom je osvojio zlatnu medalju 2016. godine na Olimpijskim igrama održanim u Rio de Žaneiru, Svetskom prvenstvu 2019. u Danskoj i Njemačkoj, 2021. u Egiptu i Evropskom prvenstvu 2012. u Srbiji. Takođe je osvojio i srebrene medalje na Svetskom prvenstvu 2011. u Švedskoj i 2013. u Španiji, te Evropskom prvenstvu 2014. u Danskoj.
Tri puta je izabran za najboljeg igrača na svetu, 2011, 2015. i 2018. godine.

## Nagrade i priznanja
- Najbolji igrač na svetu: 2011, 2015, 2018.
- Najkorisniji igrač na Olimpijskim igrama: 2016.
- Najkorisniji igrač na Svetskom prvenstvu: 2013, 2019, 2021.
- Najkorisniji igrač Francuske lige: 2016.
- Najbolji strelac Svetskog prvenstva: 2011, 2019.
- Najbolji strelac Lige Šampiona: 2012, 2016.
- Najbolji strelac Francuske lige: 2015, 2016.
- Najbolji tim na Olimpijskim igrama: 2016.
- Najbolji tim na Svetskom prvenstvu: 2011, 2021.
- Najbolji tim na Evropskom prvenstvu: 2012, 2014, 2018.
- Najbolji tim Lige Šampiona: 2017.
- Najbolji plejmejker Lige Šampiona: 2014, 2015, 2020.

## Klupski trofeji

### GOG
- Prvenstvo Danske: 2007.
- Kup Danske: 2005.

### Kopenhagen
- Prvenstvo Danske: 2011, 2012.
- Kup Danske: 2010, 2011.

### Barselona
- ASOBAL kup: 2010.
- Španski kup: : 2009, 2010.
- Španski Superkup: 2009, 2010.

### Pariz Sen Žermen
- Prvenstvo Francuske: 2013, 2015, 2016, 2017, 2018, 2019, 2020, 2021, 2022.
- Kup Francuske: 2015, 2018., 2021, 2022.
- Liga kup Francuske: 2017, 2018, 2019.
- Superkup Francuske: 2014, 2015, 2016, 2019.

### Olborg
- Prvenstvo Danske: 2024.
- Superkup Danske: 2022.

## Spoljašnje veze
- Profil na sajtu EHF Lige Šampiona